# Wálter Quesada
Wálter Quesada (Cartago, 9 mei 1970) is een Costa Ricaans voetbalscheidsrechter. Hij is sinds 2001 aangesloten bij de wereldvoetbalbond FIFA. Ook leidt hij wedstrijden in de Costa Ricaanse nationale competitie en is hij een scheidsrechter bij de Noord-Amerikaanse voetbalbond. Quesada is een van de meest ervaren arbiters in Midden-Amerika, die op 9 juli 2015 zijn 43ste interland floot. In eigen land wordt hij beschouwd als (een van) de beste voetbalscheidsrechter(s) die actief is op het hoogste niveau.
Quesada werd in 2001 benoemd als een van de voetbalscheidsrechters uit Costa Rica die gerechtigd waren internationale voetbalwedstrijden te leiden en is daarmee de scheidsrechter uit Costa Rica met het langste FIFA-lidmaatschap. Hij werd op 30 oktober 2003 aangesteld voor zijn eerste internationale clubwedstrijd, nadat hij reeds in de Costa Ricaanse binnenlandse competities actief was geweest. Het betrof een wedstrijd om de Copa Interclubes UNCAF tussen San Salvador FC (El Salvador) en Deportivo Árabe Unido (Panama), die eindigde in een 1–1 gelijkspel. Quesada deelde drie gele kaarten uit. In de Champions Cup, het toernooi waarvoor de Copa Interclubes als kwalificatie dient, was Quesada van 2003 tot de opheffing van de Cup in 2008 actief, voornamelijk in de kwalificatiewedstrijden. Na de Champions Cup 2008 werd het toernooi vervangen door de CONCACAF Champions League; in de eerste editie trad Quesada voor het eerst aan en leidde hij naast drie groepswedstrijden ook een kwart- en een halve finale. In de editie van de jaargang 2009/10 floot Quesada een kwalificatieduel, twee groepswedstrijden en de heenwedstrijd in de kwartfinales tussen CD Marathón (Honduras) en Pumas UNAM (Mexico) op 10 maart 2010. De wedstrijd eindigde in een 2–0 zege voor Marathón; beide doelpunten waren een door Quesada toegekende strafschop. Een week later zou Pumas UNAM de achterstand herstellen door met 6–1 te winnen en kwalificeerde zich zodoende voor de halve finales. Naast de CONCACAF Champions League was Quesada voor de voetbalconfederatie ook actief in het andere continentale clubtoernooi, de North American SuperLiga, die bestond tussen 2007 en 2010. In de laatste SuperLiga werd hij aangesteld voor de halve finale op 5 augustus tussen Houston Dynamo (Verenigde Staten) en Monarcas Morelia (Mexico), die de Mexicaanse club met 0–1 won. Een maand later won Monarcas ook de finale, die onder leiding stond van de Guatemalteek Carlos Batres.
Op 2 april 2003, ruim twee jaar na zijn aanstelling als FIFA-scheidsrechter, leidde Quesada zijn eerste interland. Hij werd aangesteld als arbiter voor de vriendschappelijke interland tussen Costa Rica – zijn vaderland – en Paraguay. Het Costa Ricaans elftal won de oefenwedstrijd met 2–1, met doelpunten van Winston Parks en Tray Bennett en een tegentreffer van Julio César Cáceres. In de negentigste minuut deelde Quesada aan eigen land een rode kaart uit, na een overtreding van Mauricio Wright. Hoewel ongebruikelijk, komt het vaker voor dat een FIFA-scheidsrechter een wedstrijd van eigen land leidt – onder anderen Ravshan Irmatov (Oezbekistan, zesmaal), Pedro Ramos (Ecuador, viermaal), John Pitti (Panama), Roberto Moreno Salazar (eveneens Panama), Janny Sikazwe (Zambia), Bernard Camille (Seychellen), Abdulrahman Abdou (Qatar), Arumughan Rowan (India) en Peter O'Leary (Nieuw-Zeeland) deden hetzelfde. Quesada leidde zijn tweede interland (en eerste onder directe auspiciën van de wereldvoetbalbond FIFA) bijna een jaar later, op 14 maart 2004: de wedstrijd in het kwalificatietoernooi voor het wereldkampioenschap voetbal 2006 tussen Guyana en Grenada (1–3) eindigde zonder door Quesada opgelegde sancties. In juli 2005 nam de CONCACAF Wálter Quesada voor het eerst op in een arbitrale selectie voor een interlandtoernooi, de CONCACAF Gold Cup 2005. Hij werd aangesteld voor een van de in totaal vijfentwintig wedstrijden, de groepswedstrijd op 13 juli tussen Mexico en Jamaica (1–0). Quesada stuurde na twee gele kaarten de Jamaicaan Omar Daley in de 71ste minuut van het veld. In 2007 floot hij driemaal een wedstrijd op de Copa Centroamericana; ook in 2009, 2011 en 2013 was hij een van de arbiters op het toernooi voor landen uit Midden-Amerika. Op zijn tweede Gold Cup in juni 2007 leidde Quesada wederom één wedstrijd en wederom een groepsduel van Mexico, nu tegen Honduras (1–2). Hij kende in de dertiende minuut Honduras een strafschop toe, die werd gemist; een kwartier later kende hij aan Mexico ook een strafschop toe, die door Cuauhtémoc Blanco wel werd benut; vijf minuten na rust stuurde Quesada diezelfde Blanco met een rode kaart weg, waarna Honduras van een 0–1 achterstand terugkwam tot een 2–1 overwinning. In het kwalificatietoernooi voor het WK 2010 werd Quesada aangesteld voor negen wedstrijden; ook Roberto Moreno Salazar en Carlos Batres leidden zoveel duels, maar deelden elk meer kaarten uit dan Quesada. Batres spande de kroon met vijf rode kaarten, tegenover een van zowel Moreno als Quesada. Op de CONCACAF Gold Cup 2011 was Quesada tweemaal hoofdscheidsrechter en tweemaal vierde official. In de kwartfinale op 19 juni tussen Panama en El Salvador kende hij, ondersteund door vierde man David Gantar uit Canada, een strafschop toe en deelde hij tweemaal een rode kaart uit, met Blas Pérez (Panama) in de 90ste minuut als de laatst gestrafte. Pérez was één minuut eerder de speler geweest die de gelijkmaker van Panama voorbereidde; het land won uiteindelijk na strafschoppen met 5–3. Quesada deelde niet eerder zoveel kaarten uit in één interland als bij deze kwartfinale (negen kaarten, plus een strafschop). In juli 2013 leidde Quesada de halve finale om de volgende Gold Cup tussen de Verenigde Staten en Honduras (3–1, één kaart). Twee jaar later nam de CONCACAF hem op in de arbitrale selectie voor de Gold Cup 2015, zijn tiende interlandtoernooi. Op 9 juli 2015 floot Quesada de groepswedstrijd tussen het Mexicaans en het Cubaans voetbalelftal (eindstand 6–0); het was de tiende interland in zijn carrière waarin hij geen kaarten uitdeelde.
Wálter Quesada stond als hoofdscheidsrechter in 43 interlands op het veld, in de periode tussen 2003 en 2015. In die 43 interlands ontmoette hij 26 verschillende landen, waarvan 22 CONCACAF-landen, twee landen uit de CONMEBOL-regio, één uit de UEFA-zone en één uit de zone van de CAF. Het Mexicaans voetbalelftal  kreeg van alle elftallen het vaakst te maken met Quesada als hoofdscheidsrechter – twaalfmaal – gevolgd door El Salvador en Honduras – beide tienmaal – en Panama, dat zevenmaal een interland speelde met Quesada als arbiter.

## Interlands
| Datum            | Wedstrijd                             | Uitslag | Competitie           | Kreeg geel | Kreeg voor de tweede keer geel en dus rood | Weggestuurd |
| ---------------- | ------------------------------------- | ------- | -------------------- | ---------- | ------------------------------------------ | ----------- |
| 2 april 2003     | Costa Rica – Paraguay                 | 2 – 1   | Vriendschappelijk    | 0          | 0                                          | 1           |
| 14 maart 2004    | Guyana – Grenada                      | 1 – 3   | Kwalificatie WK 2006 | 0          | 0                                          | 0           |
| 13 oktober 2004  | Jamaica – El Salvador                 | 0 – 0   | Kwalificatie WK 2006 | 6          | 0                                          | 0           |
| 13 juli 2005     | Mexico – Jamaica                      | 1 – 0   | CONCACAF Gold Cup    | 3          | 1                                          | 0           |
| 4 september 2006 | Canada – Jamaica                      | 1 – 0   | Vriendschappelijk    | 0          | 0                                          | 0           |
| 8 februari 2007  | El Salvador – Belize                  | 1 – 0   | Copa Centroamericana | 5          | 0                                          | 0           |
| 12 februari 2007 | Nicaragua – Belize                    | 4 – 2   | Copa Centroamericana | 3          | 0                                          | 0           |
| 18 februari 2007 | El Salvador – Guatemala               | 0 – 1   | Copa Centroamericana | 5          | 0                                          | 0           |
| 10 juni 2007     | Honduras – Mexico                     | 2 – 1   | CONCACAF Gold Cup    | 5          | 0                                          | 1           |
| 17 oktober 2007  | Costa Rica – Haïti                    | 1 – 1   | Vriendschappelijk    | 0          | 0                                          | 0           |
| 6 februari 2008  | Dominica – Barbados                   | 1 – 1   | Kwalificatie WK 2010 | 2          | 0                                          | 0           |
| 15 juni 2008     | Trinidad en Tobago – Bermuda          | 1 – 2   | Kwalificatie WK 2010 | 0          | 0                                          | 0           |
| 22 juni 2008     | Cuba – Antigua en Barbuda             | 4 – 0   | Kwalificatie WK 2010 | 3          | 0                                          | 0           |
| 6 september 2008 | Canada – Honduras                     | 1 – 2   | Kwalificatie WK 2010 | 2          | 1                                          | 0           |
| 11 oktober 2008  | Jamaica – Mexico                      | 1 – 0   | Kwalificatie WK 2010 | 7          | 0                                          | 0           |
| 15 oktober 2008  | Trinidad en Tobago – Verenigde Staten | 2 – 1   | Kwalificatie WK 2010 | 1          | 0                                          | 0           |
| 24 januari 2009  | Belize – El Salvador                  | 1 – 4   | Copa Centroamericana | 4          | 0                                          | 1           |
| 1 februari 2009  | El Salvador – Honduras                | 0 – 0   | Copa Centroamericana | 1          | 0                                          | 0           |
| 28 maart 2009    | Trinidad en Tobago – Honduras         | 1 – 1   | Kwalificatie WK 2010 | 0          | 0                                          | 0           |
| 6 juni 2009      | El Salvador – Mexico                  | 2 – 1   | Kwalificatie WK 2010 | 4          | 0                                          | 0           |
| 11 juli 2009     | Verenigde Staten – Haïti              | 2 – 2   | CONCACAF Gold Cup    | 3          | 0                                          | 0           |
| 14 oktober 2009  | Trinidad en Tobago – Mexico           | 2 – 2   | Kwalificatie WK 2010 | 0          | 0                                          | 0           |
| 14 november 2009 | Honduras – Letland                    | 2 – 1   | Vriendschappelijk    | 2          | 0                                          | 1           |
| 11 augustus 2010 | Venezuela – Panama                    | 3 – 1   | Vriendschappelijk    | 4          | 0                                          | 0           |
| 4 september 2010 | Mexico – Ecuador                      | 1 – 2   | Vriendschappelijk    | 4          | 0                                          | 0           |
| 14 januari 2011  | El Salvador – Nicaragua               | 2 – 0   | Copa Centroamericana | 8          | 0                                          | 0           |
| 21 januari 2011  | Honduras – El Salvador                | 2 – 0   | Copa Centroamericana | 6          | 0                                          | 0           |
| 10 juni 2011     | Jamaica – Guatemala                   | 2 – 0   | CONCACAF Gold Cup    | 5          | 1                                          | 0           |
| 19 juni 2011     | Panama – El Salvador                  | 1 – 1   | CONCACAF Gold Cup    | 7          | 1                                          | 1           |
| 9 juli 2011      | Venezuela – Ecuador                   | 1 – 0   | Copa América         | 0          | 0                                          | 0           |
| 5 augustus 2012  | Mexico – Verenigde Staten             | 0 – 1   | Vriendschappelijk    | 4          | 0                                          | 0           |
| 7 september 2012 | Cuba – Honduras                       | 0 – 3   | Kwalificatie WK 2014 | 0          | 0                                          | 0           |
| 16 oktober 2012  | Jamaica – Antigua en Barbuda          | 4 – 1   | Kwalificatie WK 2014 | 1          | 0                                          | 0           |
| 20 januari 2013  | El Salvador – Panama                  | 0 – 0   | Copa Centroamericana | 5          | 0                                          | 0           |
| 25 januari 2013  | Guatemala – Panama                    | 1 – 3   | Copa Centroamericana | 3          | 0                                          | 0           |
| 6 februari 2013  | Honduras – Verenigde Staten           | 2 – 1   | Kwalificatie WK 2014 | 0          | 0                                          | 0           |
| 7 juni 2013      | Panama – Mexico                       | 0 – 0   | Kwalificatie WK 2014 | 2          | 0                                          | 0           |
| 7 juli 2013      | Mexico – Panama                       | 1 – 2   | CONCACAF Gold Cup    | 0          | 0                                          | 0           |
| 14 juli 2013     | Panama – Canada                       | 0 – 0   | CONCACAF Gold Cup    | 1          | 0                                          | 0           |
| 24 juli 2013     | Verenigde Staten – Honduras           | 3 – 1   | CONCACAF Gold Cup    | 1          | 0                                          | 0           |
| 5 maart 2014     | Mexico – Nigeria                      | 0 – 0   | Vriendschappelijk    | 3          | 0                                          | 0           |
| 9 oktober 2014   | Mexico – Honduras                     | 2 – 0   | Vriendschappelijk    | 2          | 0                                          | 0           |
| 9 juli 2015      | Mexico – Cuba                         | 6 – 0   | CONCACAF Gold Cup    | 0          | 0                                          | 0           |